# Sci nautico ai Giochi mondiali 2022 - Slalom femminile
La gara del slalom femminile di sci nautico ai Giochi mondiali 2022 si è svolta il 14 e il 15 luglio 2022 a Birmingham.

## Risultati

### Turno preliminare
| Rank | Atleta            | Nazione     | Risultato     | Note |
| ---- | ----------------- | ----------- | ------------- | ---- |
| 1    | Regina Jaquess    | Stati Uniti | 1.00/55/10.75 | Q    |
| 2    | Jaimee Bull       | Canada      | 4.00/55/11.25 | Q    |
| 3    | Luisa Jaramillo   | Colombia    | 5.00/55/12.00 | Q    |
| 3    | Geena Krueger     | Germania    | 5.00/55/12.00 | Q    |
| 5    | Alice Bagnoli     | Italia      | 4.00/55/12.00 | Q    |
| 6    | Natascha Rottcher | Namibia     | 4.00/55/14.25 |      |

### Finale
| Rank | Atleta          | Nazione     | Risultato     | Note |
| ---- | --------------- | ----------- | ------------- | ---- |
| 1    | Regina Jaquess  | Stati Uniti | 6.00/55/11.25 |      |
| 2    | Jaimee Bull     | Canada      | 3.00/55/11.25 |      |
| 3    | Geena Krueger   | Germania    | 2.00/55/11.25 |      |
| 4    | Luisa Jaramillo | Colombia    | 1.00/55/11.25 |      |
| 5    | Alice Bagnoli   | Italia      | 3.50/55/13.00 |      |